# Emily Mary Osborn
Pour les articles homonymes, voir Osborn.
Emily Mary Osborn, née à Kentish Town, baptisée le 19 mars 1828 et morte le 14 avril 1925 à St John's Wood, est une peintre britannique

## Biographie
Emily Mary Osborn, née à Kentish Town et baptisée le 19 mars 1828, est le premier des neuf enfants d'un ecclésiastique de l'Essex. Elle est élevée dans l'Essex jusqu'à ce que sa famille revienne à Londres en 1848.
Elle fréquente l'Académie de M. Dickinson à Maddox Street, Londres et est membre de la Society of Lady Artists. Elle expose à Londres, notamment à la Royal Academy, à partir de 1851.
Emily Mary Osborn meurt le 14 avril 1925 à St John's Wood.